# Maebaru
Maebaru (jap. 前原市, -shi) war eine Stadt in der Präfektur Fukuoka in Japan.

## Geographie
Maebaru liegt westlich von Fukuoka und nördlich von Saga.

## Geschichte
Die Stadt Maebaru wurde am 1. Oktober 1992 gegründet. Am 1. Januar 2010 vereinigte sie sich mit Shima und Nijō zur Gemeinde Itoshima.

## Verkehr
- Straßen:
  - Nationalstraße 202
- Eisenbahn:
  - JR Chikuhi-Linie

## Angrenzende Städte und Gemeinden
- Präfektur Fukuoka
  - Fukuoka
  - Nijō
  - Shima
- Präfektur Saga
  - Saga
  - Karatsu